# Geckomima handschini
Geckomima handschini är en insektsart som beskrevs av Kenneth Hedley Lewis Key 1976. Geckomima handschini ingår i släktet Geckomima och familjen Morabidae. Inga underarter finns listade i Catalogue of Life.